# Veteranenklub
Der Veteranenklub (auch gebrauchte Schreibweise „Veteranenclub“) war in der DDR eine Einrichtung der Volkssolidarität, die sich um ältere Mitbürger kümmerte.
Ab Beginn der 1950er Jahre wurde die Arbeit der Volkssolidarität systematisch auf die Altenarbeit konzentriert. Neben der Hauswirtschaftshilfe und täglichen Mittagessensverabreichung war dies auch die Schaffung von Treffpunkten. Auf der III. Zentralen Delegiertenkonferenz der Volkssolidarität in Berlin (23.–24. Juni 1956) wurde die Einrichtung von Veteranenklubs in allen größeren Städten der DDR beschlossen. Hier sollte der älteren Bevölkerung ein breites Spektrum an Bildungsmöglichkeiten, Informationen, Kunst und Unterhaltung zukommen. Der erste Veteranenklub in Berlin wurde 1957 in der Bötzowstraße im Stadtbezirk Prenzlauer Berg eröffnet. 
In den 1960er Jahren entwickelten sich die Veteranenklubs zu „kulturellen Zentren“ der Wohngebiete. Sie dienten über die soziale und kulturelle Kommunikation und Integration der unmittelbaren Betreuung älterer Bürger. Für 1966 wurden über 5 Millionen Besucher ausgewiesen und 2,2 Millionen Mittagessen täglich verabreicht. Nach der Wende und friedlichen Revolution 1990 und der Umwandlung zahlreicher Verbandsgliederungen der Volkssolidarität in eingetragene Vereine wurden die Veteranenklubs aufgelöst.